# باول ويلكينز
باول ويلكينز (بالإنجليزية: Paul Wilkins)‏ هو لاعب كرة قدم بريطاني، ولد في 20 مارس 1964 في حي هكني في لندن في المملكة المتحدة. لعب مع بريستون نورث إيند وتوتنهام هوتسبير وكريستال بالاس ونادي تشيلمسفورد.